# Mantang Baru
Mantang Baru is een bestuurslaag in het regentschap Bintan van de provincie Riau-archipel, Indonesië. Mantang Baru telt 844 inwoners (volkstelling 2010).